# セクト的逸脱行為関係省庁警戒対策本部
セクト的逸脱行為関係省庁警戒対策本部（セクトてきいつだつこういかんけいしょうちょうけいかいたいさくほんぶ、仏: Mission interministérielle de vigilance et de lutte contre les dérives sectaires,略称MIVILUDES）は、フランスの政府機関で、以下の職務を担っている。
- 公的な秩序やフランス法を侵犯する脅威を作り出すと認められる活動を監視、分析する
- 適切な対処を調整する
- 潜在的なリスクを公共に知らせる
- 被害者が支援を受けられるように手伝う

MIVILUDESの使命は、"人の権利と基本的な自由を侮辱し行動するカルト的な特徴を持つ、または公共の秩序に対する脅威を構成する、または法律や法規・条令の反対を行く活動が起こす現象"を分析することを含む。
MIVILUDESは、2002年11月28日の大統領令を起源としている。フランス内務省の上級職員Jean-Louis Langlaisが、2002年から2005年までそのミッション長を務めた。
Jean-Michel Rouletが、2005年10月からミッション長になった。
フランス政府は、1998年10月7日から開始したMILS(Mission interministérielle de lutte contre les sectes "セクトと戦う省庁間ミッション")の後継としてMIVILUDESを設置した。MILSの前には、"セクトに対する省庁間監視機構"(Observatoire interministériel sur les sectes')を1996年の5月9日に設置していた。